# Касах (река)
Касах (јерм. Քասախ) је река у Јерменији, лева притока Севџура (Мецамора). Извире испод северних обронака највише планине у Јерменији Арагаца.
Укупна дужина тока је 89 km. Највиши водостај Касах има у пролеће када се топи снег, а најнижи током лета када се претвара у плитак поток. Највеће притоке су Гехарот и Амбер.
Укупна површина сливног подручја Касаха је 1.480 km² и преко ње се одводњава ка Араксу подручје Арагацотна и Армавира. Преко Аракса повезана је са Каспијским језером чијем сливу и припада.
Низводно од града Апарана, на реци је изграђено велико Апаранско вештачко језеро. На њеним обалама смештени су још и градови Вагаршапат и Аштарак, те древни манастири Ованаванк и Сахмосаванк.
На Касаху се налази велики водопад (Касахски водопад; Քասախի ջրվեժ; на координатама 40° 20′ 2″ N 44° 23′ 23″ E / 40.33389° С; 44.38972° И) висине 70 метара и један је од највиших и најлепших водопада у Јерменији.
- Касах у горњем делу тока
- Касахски водопад